# Ballet Folklórico Nacional (Argentina)
El Ballet Folklórico Nacional (BFN) es una compañía artística de danzas folclóricas argentinas. Fue creado en 1986 por la Ley nacional n.º 23.329, reglamentada tres años después. Con la dirección de Santiago Ayala y Norma Viola, ambos referentes en el ámbito de las danzas folclóricas argentinas, el cuerpo de baile hizo su primera presentación el 9 de julio de 1990 en el Teatro Colón de Buenos Aires.
Algunas de las obras emblemáticas del repertorio son Aquí me pongo a cantar... basado en El Gaucho Martín Fierro de José Hernández, Juan Moreira sobre el relato de Eduardo Gutiérrez y la Misa Criolla, inspirada en la obra musical creada por Ariel Ramírez. 
Además de haber recorrido ciudades y festivales argentinos, como el Festival Nacional de Folklore de Cosquín, la Fiesta Nacional del Chamamé, el Festival Nacional del Malambo y el Festival Nacional e Internacional de la Doma y Folclore de Jesús María, el BFN ha llevado su arte por el mundo, en giras y participaciones en exposiciones internacionales, como en México, donde se presentó en el Festival Internacional Cervantino de Guanajuato en 2003, y otros países como Albania, Brasil, Chile, Colombia, España, Francia, Japón, Paraguay, Portugal y Suiza.
En 2019 la Fundación Konex le otorgó el Diploma al Mérito de los Premios Konex como una de las 5 mejores compañías de danza de la última década en la Argentina.